# Gamli Óspaksson
Gamli Óspaksson (n. 1003) fue un vikingo y bóndi de Skriðnes Enni, Óspakseyri, Strandasýsla en Islandia. Es un personaje de la saga Eyrbyggja, y la saga de Grettir. Se casó con Þórdís Ásmundsdóttir (n. 1005), una hija de Ásmundur Þorgrímsson, y de esa relación nació Óspakur Glúmsson.